# Nationaal park Rio Abiseo
Het Nationaal park Rio Abiseo is een nationaal park gelegen in de regio San Martín in Peru. Het park is in 1990 toegevoegd op de werelderfgoedlijst door UNESCO. Het park vertegenwoordigt een zeer uitgebreide en gevarieerde flora en fauna. Sinds 1986 is het park niet meer open voor toerisme vanwege de kwetsbare natuur.
Rio Abiseo ligt precies tussen de rivieren de Marañón en de Huallaga en heeft een oppervlakte van ongeveer 2745 km². Het park varieert in hoogte van 350 m boven zeeniveau tot 4200 m.
Het park bevat enkele bedreigde diersoorten als de paca en de brilbeer
In 2009 werd bekend dat de als voorheen uitgestorven beschreven geelstaartwolaap endemisch is in dit nationaal park.
Stad Cuzco ·
Historisch heiligdom van Machu Picchu ·
Archeologisch Chavin ·
Nationaal park Huascarán ·
Archeologische zone Chan Chan ·
Nationaal park Manú ·
Historisch centrum van Lima ·
Nationaal park Rio Abiseo ·
Lijnen en geogliefen van Nazca en Palpa ·
Historisch centrum van de stad Arequipa ·
Heilige stad Caral-Supe ·
Qhapac Ñan, wegennetwerk van de Andes ·
Archeoastronomisch complex Chankillo